# Ulla Bendrik
Ulla Britta Maria Bendrik-Johansson, född 26 oktober 1927 i Söderhamn, död 29 november 2010 i Sofia församling, Stockholm, var en svensk sjuksköterska som även var verksam som sångerska från 1977 fram till mitten av 1980-talet. Hon var syster till Hans Bendrik.
Bendrik, som var dotter till kamrer Axel Bernhard Bendrik och Märta Maria Sundin, utexaminerades som sjuksköterska 1951 och var därefter verksam inom detta yrke. Hon debuterade som sångerska under Kvinnokulturfestivalen på dåvarande gamla Riksdagshuset i Stockholm 1977 med bland annat visan "Var välkommen nya manlighet!" och medverkade även på musikalbumet Sånger och musik från Kvinnokulturfestivalen (Silence SRS 4647, 1977). År 1978 utgav hon det egna albumet Tjejkänslor av medelåldersmodell (Tyfon TF-LP 75093), vars texter sades handla om "medelålderns egen sång, om kärlek, vänskap, svartsjuka, raka relationer, mammafrigörelse, karlar..." Hon framträdde även på Kvinnofestivalen i Stockholm 1978 och på Visfestivalen i Västervik 1979.